# RIAJ付費音樂下載榜
RIAJ付費音樂下載榜，正式名稱是，一般簡稱「唱協榜」（レコ協チャート），是日本唱片協會（RIAJ）從2009年4月至2012年7月起實施統計並發表的日本國內唯一的音樂下載官方排行榜。統計每週手機全曲付費下載（即）的總次數，但不包括個人計算機（PC）下載和手機片段下載（即）。

## 歷史
RIAJ自2006年8月起開始統計日本國內的付費合法音樂下載，當時的排行榜名稱叫「付費音樂下載榜」（有料音楽配信チャート），統計手機片段下載（即）次數，每個月20日公佈上個月的榜單，榜單內顯示前100位。
但是隨著音樂下載的市場不斷擴大，手機全曲下載）佔有的市場份額也越來越大，外界對排行榜統計手機鈴聲全曲下載以及榜單每週發表的呼聲增大，2009年2月，日本唱片協會宣布自同年4月起將月榜改為週榜，最後一次的下載榜在3月公佈之後正式結束。
2009年4月起實施的下載榜統計下載數，每星期五的上午11時（UTC+9）公佈上一週（星期四到下星期三共7天）的榜單。
2012年7月，日本唱片協會宣布由於音樂下載產業的多樣化，有必要建立切合音樂產業現狀的新指標，RIAJ付費音樂下載榜停止運行。

## 統計
最初的統計數據來自於5個提供商——RecoChoku、music.jp、dwango、mu-mo、mora。2010年2月，9間新的提供商加入，包括oricon ME和MUSICO等。
上述的提供商中，最大的RecoChoku，一年的手機鈴聲全曲下載數已達1億至1.2億，並且每年持續快速增長。而進入2000年代之後，日本唱片業蕭條，2009年日本全年單曲總銷量才只有4,500萬張。 付費下載數是實體唱片數的至少2.5倍，付費下載已成為多數日本人接觸音樂的首選途徑。因此，RIAJ下載榜在日本音樂界的重要性也不斷提高。對比起Oricon公信榜，RIAJ下載榜更能表現出日本當今的音樂潮流。

## 外部連結
- RIAJ付費音樂下載榜（页面存档备份，存于） - 日本唱片協會